# Приимков-Ростовский, Никита Иванович
Князь Никита Иванович Приимков-Ростовский (ум. 1692) — русский военный и государственный деятель, стольник, воевода, окольничий и боярин во времена правления Алексея Михайловича, Фёдора III Алексеевича, правительницы Софьи Алексеевны, Ивана V и Петра I Алексеевичей.
Из княжеского рода Приимковы-Ростовские. Старший сын князя Ивана Наумовича Приимкова-Ростовского. Имел брата Юрия Ивановича известного только по родословной росписи.

## Биография

### Служба Алексею Михайловичу
В январе 1648 года князь Никита Иванович Приимков-Ростовский присутствовал в Грановитой палате на первой свадьбе царя Алексея Михайловича с Марией Ильиничной Милославской, где был тринадцатым стольником, ставивших перед царём кушанья. В 1650-1652 годах сопровождал царя Алексея Михайловича в Троице-Сергиеву лавру, в Саввин монастырь, в село Коломенское и село Покровское. В 1658—1676 годах в Боярской книге показан стольником. В мае 1660 года был одним из стольников, ставивших перед царем кушанья во время обеда в Грановитой палате при отпуске грузинского царевича Николая Давыдовича. В 1664 году был в числе чашников, носивших питье перед государем во время торжественного обеда в честь английского посла, в 1671 году носил питье во время торжественного обеда в честь польского посла. 15 февраля 1668 года князь Никита Иванович Приимков-Ростовский был назначен полковым и осадным воеводой в Саранск «от приходу воинских людей», где пробыл два года и в 1670 году по возвращении 18 февраля был «у государя у руки». В 1674 году, в день объявления совершеннолетия царевича Фёдора Алексеевича, был у царского стола. В 1675 года командовал четвёртой дворянской сотней при встрече персидского посла.

### Служба Фёдору Алексеевичу
В 1676, 1679 и 1680 годах сопровождал царя Фёдора Алексеевича в его поездках в Троице-Сергиеву лавру, в Саввин монастырь, в сёла Коломенское и Покровское. В 1680 году — полковой воевода во Мценске, затем был назначен в Земский приказ, причём должен был, как и начальники других приказов, подать царю книги описания дел и счётные списки. В 1681 году руководил Судным приказом, в который были переданы все дела Холопьего приказа, который был ликвидирован.

### Служба Софье Алексеевне
В мае 1682 года первым дневал и ночевал в Архангельском соборе при гробе царя Фёдора Алексеевича. В 1683 году, уже в чине окольничий, князь Н. И. Приимков-Ростовский был отправлен вместе с боярином и воеводой князем Андреем Ивановичем Голицыным, в Астрахань, чтобы взять шерстную запись с калмыцкого тайши Аюки. В 1688 году провожал иконы в Москве в церковь Рождества Богородицы и к Знамению.

### Служба Ивану V и Петру I
В 1689-1690 годах боярин князь Никита Иванович Приимков-Ростовский находился на воеводстве в Астрахани. 31 января 1692 года по указу царей Ивана и Петра Алексеевичей князь Н. И. Приимков-Ростовский находился у «действа Страшного Суда», которое совершал патриарх Адриан в Успенском соборе. При царях Иване V и Петре I показан сорок третьим боярином.
Скончался 31 мая 1692 года.

## Семья
От брака с неизвестной имел двух сыновей и дочь.
- Князь Приимков-Ростовский Фёдор Никитич — стряпчий (1676)[2], стольник (1677—1693)[2], дневал и ночевал в Архангельском соборе при гробе царя Фёдора Алексеевича (май 1682), ротмистр первой роты стольников в Крымском походе (1687), скончался при жизни отца,
- Князь Приимков-Ростовский Абрам Никитич (ум. после 1700), стольник (1687—1703)[2], поручик первой роты стольников в Крымском походе (1687), был женат на Евдокии Ивановне Лениной.
- Княжна Ефросиния Никитична (ум. 1721) — жена Василия Петровича Измайлова, мать Льва Васильевича Измайлова.